# Mahavishnu Orchestra
I Mahavishnu Orchestra sono stati un gruppo musicale jazz fusion statunitense, formatosi nel 1971.

## Storia
John McLaughlin è stato l'ideatore del progetto. La formazione originale era composta da Jan Hammer alla tastiera, Jerry Goodman al violino, Rick Laird al basso elettrico e Billy Cobham alla batteria.
Durante i primi anni Settanta, il chitarrista inglese fu influenzato dalla filosofia e dal pensiero di Sri Chinmoy. È stato lo stesso guru ad appellare la band Mahavishnu (letteralmente: Il signore supremo ). La guida spirituale ha partecipato a tutti i lavori in studio (in qualità di paroliere e mentore).
La band è considerata un punto di riferimento per il genere fusion.

## Formazione

### Formazione classica
- John McLaughlin - chitarra (1971-1976;1984-1987)
- Jan Hammer - tastiere (1971-1974)
- Jerry Goodman - violino (1971-1974)
- Rick Laird - basso (1971-1974)
- Billy Cobham - batteria (1971-1974)

### Altri membri
- Gayle Moran - voce (1974-1975)
- Jean-Luc Ponty - violino (1974-1976)
- Ralphe Armstrong - basso (1974-1976)
- Narada Michael Walden - batteria (1974-1976)
- Stu Goldberg - tastiera (1974-1977)
- Mitchel Forman - tastiera (1984-1987)
- Bill Evans - sax (1984-1987)
- Jonas Hellborg - basso (1984-1987)
- Danny Gottlieb - batteria (1984-1987)
- Jim Beard - tastiera (1984-1987)

## Discografia

### Album in studio
- 1971 - The Inner Mounting Flame
- 1973 - Birds of Fire
- 1973 - Between Nothingness & Eternity
- 1974 - Apocalypse
- 1975 - Visions of the Emerald Beyond
- 1976 - Inner Worlds
- 1984 - Mahavishnu
- 1986 - Adventures in Radioland
- 1999 - The Lost Trident Sessions

### Album dal vivo
- 2015 - Awakening... live In NY '71
- 2020 - Clouds of Unknowing, Los Angeles & New York Broadcasts, 1972
- 2022 - France 1972
- 2024 - Cornell University, New York 1973
- 2024 - Avery Fisher Hall, New York 1973